# Eurata laetifica
Eurata laetifica är en fjärilsart som beskrevs av J. Peter Maassen 1890. Eurata laetifica ingår i släktet Eurata och familjen björnspinnare. Inga underarter finns listade i Catalogue of Life.